# Johannes B. Kerner (Fernsehsendung)
Johannes B. Kerner war eine Talkshow, die von Johannes B. Kerner moderiert wurde. Sie wurde ab dem 15. Januar 1998 von a+i und der J.B.K. TV-Production im Auftrag des ZDF in Hamburg produziert. Am 1. Oktober 2009 endete die Sendung nach elf Jahren durch Kerners Weggang vom ZDF; die neue Sendung Kerner wurde von Sat.1 zum ersten Mal am 2. November 2009 ausgestrahlt und nach dem 15. Dezember 2011 eingestellt.

## Talkshow
Ursprünglich wurde die Sendung einmal wöchentlich am Donnerstag ausgestrahlt. Seit dem 10. Januar 2002 war sie viermal wöchentlich von Dienstag bis Freitag auf Sendung. Zwischen dem 16. Dezember 2004 und dem 31. Mai 2008 war die Sendung am Freitag keine Talkrunde, sondern eine Kochshow: Kerner kocht.
Die Sendung wurde seit dem 9. September 2003 im Medienzentrum in Hamburg-Rotherbaum produziert und aufgezeichnet.
Im April 2009 gab das ZDF bekannt, dass Johannes B. Kerner nach zwölf Jahren gemeinsamer Zusammenarbeit den Sender zum Ende des Jahres verlassen wird. Als Grund wurden unterschiedliche Gehaltsvorstellungen genannt. Kerner wollte ursprünglich beim ZDF für drei Jahre verlängern, wechselte dann aber zu SAT.1, wo er bereits bis 1998 eine Talkshow moderiert hatte.
Das ZDF und Kerner einigten sich auf ein vorzeitiges Ende des Vertrages. So lief die letzte Sendung Johannes B. Kerner ein Best of am Donnerstag, dem 1. Oktober 2009. Der Sendeplatz wurde mittwochs bis donnerstags von der Talkshow Markus Lanz des gleichnamigen Moderators übernommen. Dieses Format war schon zuvor in der Sommerpause von Kerner auf dessen Sendeplatz.

## Kerner kocht
Die Kochausgabe wurde eigentlich aus der Not heraus geboren. George Clooney, der für die ursprünglich geplante Sendung als Gast vorgesehen war, musste aufgrund eines Bandscheibenvorfalls absagen. Daher kam man auf die Idee, die Köche, die für die Talkshowausgabe des Vortages (15. Dezember 2004) eingeladen waren, an dem für Clooney vorgesehenen Termin vor Publikum kochen zu lassen. Als Köche waren dabei: Johann Lafer, Tim Mälzer, Rainer Sass, Sarah Wiener und Ralf Zacherl.
Da diese Sendung vom Publikum sehr gut angenommen wurde, entschloss man sich dazu, ab 21. Januar 2005 jeden Freitag bei Kerner zu kochen – zunächst (und bis ins Jahr 2007 hinein) unter dem Titel Kerners Köche. Dafür wurden mehrere Köche und Gäste eingeladen, die ein fünfgängiges Menü in 60 Minuten zubereiteten. Alles wurde in der Sendung vorbereitet und gekocht. Nach Zubereitung der einzelnen Gänge kosteten sowohl die anderen Köche wie auch das Publikum das Essen und bewerteten es.
Die Besetzung des Kochteams wechselte, in hundert Ausgaben waren 69 Köche zu Gast, unter anderem dabei: Alexander Herrmann, Alfons Schuhbeck, Horst Lichter, Cornelia Poletto, Johann Lafer, Mario Kotaska, Frank Rosin, Andreas C. Studer, Kolja Kleeberg, Léa Linster, Stefan Marquard, Nelson Müller, Steffen Henssler, Sarah Wiener und Kim Sohyi.
In der Sendung am 4. November 2005 gab es eine Ausnahme, nur zwei Köche waren zu Gast: Tim Mälzer und Jamie Oliver.
Für die Kochausgabe wurde die Studiokulisse komplett umgebaut. Wegen des Aufwands für den Umbau wurden die Kochsendungen in der Regel im Block innerhalb einer Woche aufgezeichnet und dann in den folgenden Wochen ausgestrahlt.
Nach dreieinhalb Jahren und 123 Ausgaben übergab Kerner die Kochausgabe der Sendung am 31. Mai 2008 an seinen Nachfolger Markus Lanz. Während die freitägliche Kochsendung ebenso wie die Talkrunden bis dahin noch unter dem formellen Titel Johannes B. Kerner firmierte (informell Kerner kocht), lautete der neue Sendungstitel unter der Moderation von Markus Lanz nun auch offiziell Lanz kocht!.
Im April 2017 kehrte die Sendung wieder unter dem Titel Kerners Köche auf dem ehemaligen Sendeplatz von Lafer! Lichter! Lecker! am Samstagnachmittag zurück.

## Kritiken
Einer der ersten Kritiker der Fernsehsendung von Johannes B. Kerner war im April 1998 der Publizist Richard David Precht. Massive Kritik setzte während Kerners Werbetätigkeit im Zusammenhang mit dem Börsengang von Air Berlin ein. Der mit Kerner befreundete Air-Berlin-Chef Joachim Hunold war in zwei Ausgaben der Talkshow zu Gast. Jürgen Kurz von der Deutschen Schutzgesellschaft für Wertpapierbesitz bemängelte dabei die für viele Zuschauer nicht mehr nachvollziehbare Vermischung der Journalisten- mit der Werbefigur Kerner in diesem „riskanten Bereich“.
Im Zusammenhang mit dem Amoklauf von Erfurt interviewte Kerner noch am Abend des Tattages einen elfjährigen Jungen als Augenzeugen. Daraufhin wurde er stark kritisiert. Besonders stark war die Kritik von Entertainer Harald Schmidt, der die persönliche Annahme des Medienpreises Goldene Feder aus Kerners Händen am 24. Mai 2002 aus Protest ablehnte. Im November 2006 interviewte Kerner ein 14-jähriges Entführungs- und Vergewaltigungsopfer, obwohl Psychologen dringend davon abgeraten hatten. Der NDR schrieb in diesem Zusammenhang von einem „medialen Missbrauch“; das Kind sei Opfer der Berichterstattung und kommerzieller Interessen.
Am 9. Oktober 2007 verabschiedete Kerner die frühere Tagesschau-Sprecherin Eva Herman nach 55 Minuten vorzeitig aus seiner Talkshow. Kerner hatte der umstrittenen Autorin, der seit einer mehrdeutigen Aussage zu ihrer jüngsten Buchveröffentlichung Anfang September 2007 in einer breiten öffentlichen Debatte fehlende Abgrenzung zur Familienpolitik im Nationalsozialismus vorgeworfen wurde, nach eigenen Angaben Gelegenheit zur Richtigstellung geben wollen. Nach einigen Wortgefechten um die von ihr gewählten Formulierungen und mögliche sinnverfälschende Wiedergaben ihrer Äußerungen kam es zu dem Eklat. Die FAZ kommentierte: „Zwei- bis dreimal im Jahr will der als Moderator meist zahnlose Johannes B. Kerner unbedingt demonstrieren, dass er auch kraftvoll zubeißen kann.“ Herman warf Kerner wenige Tage später vor, er sei in seiner Sendung überfordert gewesen. In einem Interview erklärte Kerner, die Sendung sei redaktionell nicht zu Ende gedacht gewesen.
Der Verlauf der Sendung war auch Thema einer Sitzung des ZDF-Fernsehrats unter Vorsitz von Ruprecht Polenz (CDU) am 7. Dezember 2007. Der Ausschuss attestierte zum einen der Redaktion Fehler, die bereits mit der Auswahl der Gäste zum geplanten Thema „Familienpolitik“ begonnen hätten, und zum anderen einen missglückten Gesprächsverlauf, zu dem auch Kerner maßgeblich beigetragen habe. Der Fernsehrat kündigte ein besonderes Augenmerk des Fernsehrates auf das Format an. Gleichzeitig wurde dem Sender gestattet, das begleitende Online-Forum zum 15. Januar zu schließen, so dass die – überwiegend kritischen – Beiträge nur noch gelesen und nicht mehr kommentiert werden können.
Bei einer Diskussion um den Sinn von Krebsvorsorgeuntersuchungen sagte Kerner: „Ich bin da weitgehend meinungsfrei.“ Stefan Niggemeier kritisierte darüber hinaus den irreführenden Umgang der Sendung mit dem Thema medizinischer Statistiken:

„Die Frage, ob Kerner ein Moderator im ZDF sein sollte, ist nicht nur eine Frage des Geschmacks und der Sympathie. Es ist auch eine Frage, ob man von einem solchen Sender erwarten darf, die Menschen klüger zu machen und nicht dümmer.“